# 周永暉
周 永暉（しゅう えいき、1960年 - ）は国立交通大学博士、台湾の交通官僚。中華民国交通部で台湾鉄路管理局局長を経て2016年より同観光局長に就任した。観光局が観光署に改組・昇格することを受け、2023年9月5日に初代署長に指名され、同月15日に正式就任した。

## 学歴
- 1984年逢甲大学交通管理学科卒業
- 1989年中華民国高級公務員試験（中国語版）交通行政科・国立交通大学交通運輸研究所で博士前期課程を修了
- 2000年国立交通大学で博士後期課程を修了
- 2009年シンガポール国立大学リー・クアンユー公共政策学院（英語版）研修
- 2013年行政院によりカリフォルニア大学バークレー校短期留学メンバーに選抜される。

## 経歴

### 中華民国交通部

#### 鉄道関係部局
- 台湾鉄路管理局実習生、列車長、副站長（副駅長）
（この間復学のため離職）
- 交通部運輸研究所（中国語版）
- 交通部高速鉄路工程局交通部科長、専門委員
- 交通部鉄路改建工程局主任秘書、副局長
- 台湾鉄路管理局副局長
- 交通部鉄路改建工程局局長（2013年3月25日 - 2014年4月7日）
  - 縦貫線南段曽文渓3代目橋梁（2014年4、6月切替完了）
  - 台東線全線電化事業（2014年6月開業）
  - 縦貫線南段員林市街地高架化（2014年11月開業）
  - 屏東線高架化・複線電化（2015年10月全線開業）
  - 台中線台中市街地高架化（2016年10月開業）
- 台湾鉄路管理局局長（2014年4月8日 - 2016年10月4日）

#### 観光局
- 交通部観光局局長（2016年9月19日 - 2020年4月14日）[1]

台鉄出身者が観光局長に就任するのは初のケースとなった
- 財団法人台湾海峡両岸観光旅遊協会の董事長も兼任。
- 訪台日本人を年間200万人に引き上げることを掲げている。また同年9月に日本の大手旅行会社H.I.Sとの送客拡大計画を締結したほか、10月17日より日本市場向けの台湾観光イメージキャラクターに女優の長澤まさみを、12月8日には観光親善大使にタレントの渡辺直美を起用した。
- 2017年2月19日に台北市で発生した2017年南港区観光バス事故で公路総局局長の陳彦伯とともに辞意を表明するも、交通部長の賀陳旦に慰留され職位を続けることになった。

### 財団法人中華顧問工程司
- 2021年３月16日に 財団法人中華顧問工程司 董事長に就任する。（2021年3月16日- 現職） [10]
- 2021年10月に中華顧問は政府と協力し、国民の「交通移動における安全」を守るべく、台湾鉄道の安全改革を推進している。活動の一環として、台鉄とのMOU締結が挙げられる。これは、台鉄の安全管理システム（SMS）に対する第三者評価体制の確立、国際的な専門家による第三者評価（DNV）導入など、交通部がSMSの掲げる施策目標の実現を通じて、台鉄の安全性の確保及びサービス品質の向上を図ったものである。
- 2021年11月11日に 台湾科技大学 と財団法人中華顧問工程司はパラグアイ科技大学との連携を強化し、未来のパラグアイを背負う技術者育成に踏み出す。国立台湾科技大学学長の 顏家鈺 氏と、中華顧問工程司 董事長の周永暉が協働体制を締結しました。パラグアイにおける産業界の人材育成を目的としたMOUを締結し、将来にわたり双方が産学連携協同研究を深め、パラグアイにおける専門家の人材育成の推進を目指しています。[11]

#### 観光署
- 交通部観光署署長（2023年9月15日 - 今）
- 交通部観光署は台湾観光局の前身であり、2023年9月15日に観光署として再編され、昇格に伴い初代署長に就任しました。 観光署は「持続可能なXデジタル」を変革の２本柱として推進し、パンデミック後の台湾観光発展における変革を目指しています。2023年と2024年には、観光署管轄下の６か所の国家風景管理処がグリーンデスティネーションズトップ100ストーリー賞（Green Destinations Top 100 Stories）で7つの賞を受賞しました。
- 観光署では積極的に観光研究訓練院の設立を推進し、市場分析と人材育成の強化を図っています。
- 2023年には台湾鉄道観光協会の理事長も務め、2024年には一般社団法人日本民営鉄道協会とMOUを締結し、鉄道観光と国際交流の推進に取り組んでいます。
- 2025年5月には第16回日台観光サミットに出席し、7月4日には台北で第1回台日鉄道観光サミットを開催する予定となっています。

## 海外との関係

### 訪日歴
香港、韓国、中国、イギリス、フランス、ドイツへの公務出張歴があるが、頻度としては日本への渡航回数が多い。

#### 台鉄時代
- 2002年12月 - 高陽車両事務所・現代ロテム・京釜高速線天安試験線、日本車輌製造、東海旅客鉄道、JRセントラルタワーズ、品川駅、北陸新幹線[12]
- 2004年5月 - 東京駅、大井車両基地、JRTT、九州新幹線新八代駅・川内新幹線車両センター[13]
- 2005年6月 - 近畿車輛、広島電鉄[14]
- 2014年8月 - 成田国際空港（株）、東日本旅客鉄道、日立製作所、国土交通省警視庁鉄道警察隊東京分駐所、鉄道総合技術研究所、東京地下鉄、横浜市港湾局、江ノ島電鉄、いすみ鉄道、由利高原鉄道、西日本旅客鉄道金沢駅[15][16]
- 2014年12月 - 西日本旅客鉄道、大阪駅、京都駅、嵯峨野観光鉄道、山陽電鉄[17]
- 2015年3月 - 長良川鉄道、日本車輌製造、日立製作所、北海道旅客鉄道釧路支社、京浜急行電鉄、西武ホールディングス・西武鉄道[18]
- 2015年12月- 台北駅とJR西日本大阪駅が初めて姉妹駅締結[19]。
- 2016年1月 - 鉄道総合技術研究所、西武鉄道[20]

#### 観光局時代
総領事に相当する台北駐日経済文化代表処駐日代表の謝長廷とともに日台相互送客拡大に注力している。
- 2016年10月 - 東京都（記者座談会）、静岡県、三重県（YOSAKOI）[21][22][23]
- 2017年6月 - 香川県など（日台観光サミット）[24][25]、兵庫県姫路市（山陽電鉄[26]）

### 姉妹提携
周はその歴史的経緯から双方の鉄道を「日台の共通言語」と表現している。従来から団体バス旅行者の多かった中国からの旅行者と比べて、個人での鉄道利用者が比較的多い日本人旅行者への注目度を高めることが台鉄の活性化にも繋がると感じており、また観光局長就任後も蔡英文政権下で中台関係が停滞し、特に大陸観光客数の落ち込みが顕著となっていたことから日本を含む諸外国の観光客取り込みは急務だった。台鉄および技術協力中の阿里山森林鉄路が日欧の鉄道事業者との間で締結した友好・姉妹提携は大部分が周の台鉄局長、観光局長の任期内になされている。特に件数が多い対日では話題性喚起と台湾から日本への送客には貢献しているが、日本から台湾への送客という点では台湾側が満足する実績には至っていない。
また提携に伴う日台双方での各種ラッピング車両運行、駅弁の相互販売、乗車券キャンペーンも周の両局長任期中に推進されている。
| 年   | 日本人訪台客数 | 台湾人訪日客数 | 中国人訪台客数 |
| ---- | -------------- | -------------- | -------------- |
| 2009 | 1,000,661      | 1,113,857      | 972,123        |
| 2010 | 1,080,153      | 1,377,957      | 1,630,735      |
| 2011 | 1,294,758      | 1,136,394      | 1,784,185      |
| 2012 | 1,432,315      | 1,560,300      | 2,586,428      |
| 2013 | 1,421,550      | 2,346,007      | 2,874,702      |
| 2014 | 1,634,790      | 2,971,846      | 3,987,152      |
| 2015 | 1,627,229      | 3,797,879      | 4,184,102      |
| 2016 | 1,895,702      | 4,295,240      | 3,511,734      |
| 2017 |                |                |                |

## 著書・論文
交通大学卒業論文
- 1988年：無線電通訊系統輔助公車營運之可行性研究[32]
- 1999年：特殊尖峰需求下鐵路列車排程規劃之最佳化模式（英語: An Optimization Model for Railroad Train Dispatching under Extraordinary Peak Demand）[33]

交通部関連書籍
- 鐵道生活文化專輯3 鑄票文創工場：臺灣鐵路車票故事之旅（発行：台湾鉄路管理局） - ISBN 9789860497526
- 鐵路法相關法規彙編-3版(ソフトカバー)（発行：交通部鉄路改建工程局） - ISBN 9789860311129
- 鉄道博物館：鉄道と文化をつなぐ場所（発行:台湾鉄道工学協会）ISBN 9789576555695
- 鉄道観光：鉄道経済の汽笛（発行:台湾鉄道工学協会）ISBN 9789576555640